# Rouffiac-Tolosan
Rouffiac-Tolosan település Franciaországban, Haute-Garonne megyében. Lakosainak száma 2186 fő (2022. január 1.). Rouffiac-Tolosan Castelmaurou, Beaupuy, Montrabé és Saint-Jean községekkel határos.

## Népesség
A település népessége az elmúlt években az alábbi módon változott:
| Lakosok száma | 491  | 750  | 961  | 1646 | 1908 | 2013 | 1944 | 1931 | 1989 | 2186 |
|               | 1968 | 1982 | 1990 | 2006 | 2013 | 2015 | 2017 | 2019 | 2020 | 2022 |